# Philip Niessen
Philip Niessen (* 1972) in ist ein deutscher Gitarrist und Produzent, der unter anderem als Gitarrist von Joy Denalane und den Heavytones bekannt ist.

## Leben
Philip Niessen wuchs in Aachen auf und erlernte im Alter von 14 Jahren Schlagzeug zu spielen. Mit 17 begann er Gitarre zu lernen, wozu er Unterricht bei Ralph Beerkircher nahm, und spielte in einer Jazz-Rock-Band.
Nach dem Abitur im Jahr 1992 fing er zunächst am Konservatorium Arnheim ein Gitarrenstudium an, wechselte aber im selben Jahr an die Musikhochschule Köln und brach es nach zwei Jahren ab. Zusätzlich hatte er Gitarrenunterricht bei Bruce Johnston. Bereits 1995 ging er mit dem Jugendjazzorchester NRW in Südafrika auf Tour. Von 1997 bis 2000 tourte er mit der US-amerikanischen Sängerin Marla Glen. Außerdem unterrichtete er ein halbes Jahr Gitarre an der Universität Mainz. Von 2002 bis 2007 war er Mitglied der Heavytones, der Studioband von TV total. Dort lernte er seine spätere Frau Bonita Jeanetta Louw kennen, die 2004 bei dem Wettbewerb SSDSGPS den zweiten Platz belegte. Mit Gewinner Max Mutzke trat die Band im selben Jahr beim Eurovision Song Contest auf. 2007 ging Niessen mit Bonita auf Tour. Anschließend spielte er in der Band von Deutschland sucht den Superstar.
Des Weiteren arbeitete Niessen unter anderem mit Cassandra Steen, den Fantastischen Vier, Rea Garvey, Joy Denalane, Max Herre, Roger Cicero und Sarah Connor zusammen und war Mitglied der Liveband von The Voice of Germany.
Niessen wohnt zusammen mit seiner Tochter und seiner Frau nahe Köln.